# Noah Webster
Noah Webster, född 16 oktober 1758, död 28 maj 1843, var en amerikansk språkvetare, journalist och jurist.

## Biografi
Webster var en banbrytande lexikograf och hans böcker om grammatik och stavning, som A Grammatical Institute of the English Language (1783–1785) och American Dictionary of the English Language (1828), standardiserade amerikansk engelska. Sistnämnda lexikon utges fortfarande i nya, utökade upplagor, och är standardordbok i USA. Bland de förändringar han introducerade i amerikansk engelska var att ändra, -re till -er i ord som theater, slopa det ena l-et i ord som traveling och u i ord som color.